# Elio Teón
Elio Teón (en latín, Aelius Theon; Αἴλιος Θέων; gen.: Αἰλίου Θέωνος) fue un sofista alejandrino y autor de una colección de los ejercicios preliminares (progymnasmata) para la formación de oradores.

## Biografía y obra
Vivió y escribió probablemente a mediados o finales del siglo I d. C. y su tratado es el tratamiento más temprano de estos ejercicios. El trabajo (existente, aunque incompleto), que formó probablemente un apéndice a un manual de retórica, muestra saber y gusto, y contiene valiosos datos sobre el estilo y los discursos de los maestros de oratoria ática. Teón también escribió comentarios sobre Jenofonte, Isócrates y Demóstenes, y tratados sobre estilo. No debe ser confundido con el estoico Teón, que vivió en la época de Augusto y también escribió sobre retórica.

La narrativa es el lenguaje descriptivo de cosas que han sucedido o como si hubieran sucedido.
Elio Teón